# カスタマーエクスペリエンス
カスタマーエクスペリエンス（英語: customer experience、「CX」とも略記）あるいは顧客体験（こきゃくたいけん）とは、商業の場で、顧客が組織と接点を持つ期間中の一連の交流の結果、顧客が得る認識である。
基本的な意味としては、顧客側が企業と接している中で感じる体験の内容であり、ある人が顧客としてある企業と接する中で、体験したり感じたりすることである。ただし、
カスタマーエクスペリエンスは、合理的、感情的、感覚的、肉体的、精神的など、さまざまなレベルでの顧客の関与を意味する。 顧客は企業との「直接的接触」にも「間接的な接触」にも、様々に反応する。 直接的な接触は通常、顧客が商品を購入または使用開始したときに発生する。間接的な接触は、広告、ニュースレポート、営業担当者との計画外の接触、口コミによる推奨や批判などで起きる。 
「カスタマーエクスペリエンスが優れている」とは、一連の交流中の各接点での顧客側の体験内容が、顧客側の期待していたところと一致することを意味する。
ガートナーは、カスタマーエクスペリエンス管理の重要性を指摘している。   
細かく見ると、カスタマーエクスペリエンスには、カスタマーケア（コールセンターやチャット、ビジュアルIVRなどによるお客様対応）の品質だけでなく、広告、包装、WEBサイト、ECサイト、アプリの操作性、商品の配送、返送・返品（リバースロジスティクス）、製品（プロダクト）とサービスの機能、使いやすさ、信頼性など、企業が提供するすべての側面が含まれる。 店頭での対面など、顧客を対象としたビジネスで顧客がサービスを購入・利用・受領する場所で、小売店の従業員を通じた顧客との交流を通じて直接的な接点を築くことができる。 また、企業の製品担当者やサービス、ブランド、批評、広告、ニュース、レポートから生じる間接的な接点も発生することがある。
カスタマーエクスペリエンスは、顧客の価値観だけでなく、体験を提供する企業の貢献によっても生み出される。購入の前後に顧客が体験するすべてのイベントが、カスタマーエクスペリエンスの一部となる。顧客が体験することは個人的なものであり、記憶に残る体験を生み出すために、感覚的、感情的、合理的、および物理的な側面が関係する。小売業界では、企業と顧客の両方がカスタマーエクスペリエンスの創出に大きな役割を果たしている。  